# Kelvin

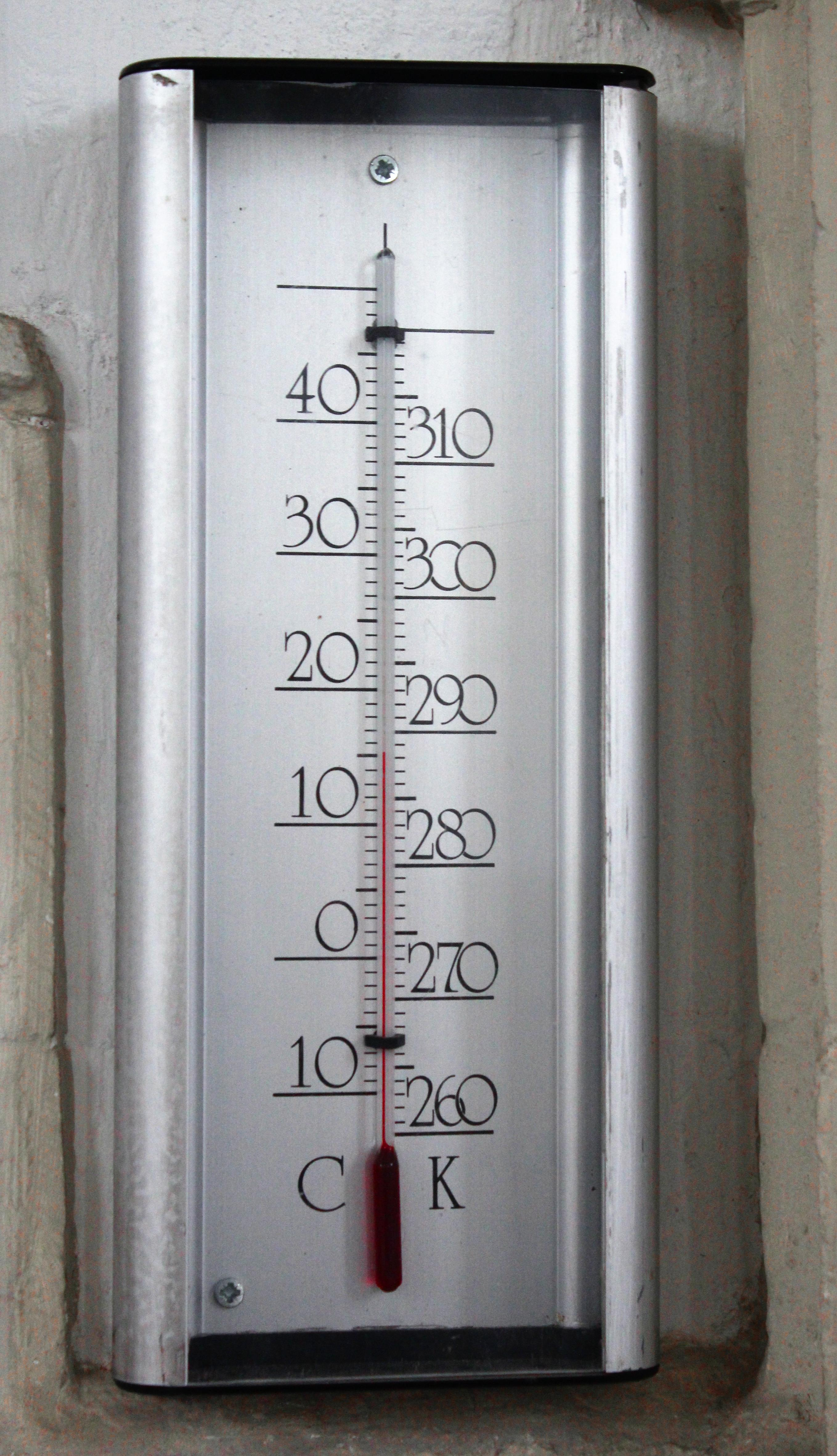
Teploměr se stupnicí ve stupních Celsia a kelvinech

Kelvin [K] je jednotkou termodynamické teploty a také vhodnou jednotkou teplotního rozdílu, stejně velkou, jako je stupeň Celsia. Kelvin je jednou ze sedmi základních jednotek soustavy SI a může mít též předponu, například mili v jednotce milikelvin (mK). Ačkoli rozdíl teplot měřený ve stupních Celsia a v kelvinech je stejný, Celsiova stupnice má jiný počátek: 0 °C odpovídá 273,15 K, zatímco 0 K je absolutní nula. Na rozdíl od stupně Celsia se pak kelvin užívá i v jednotkách odvozených, například v jednotce tepelné vodivosti, kterou je watt na metr a kelvin, W/(m·K).
Jednotka je pojmenovaná po skotském matematikovi a fyzikovi Williamu Thomsonovi, který navrhl měření teplot od absolutní nuly a za své výrazné vědecké úspěchy byl povýšen do šlechtického stavu pod jménem lord Kelvin z Largsu.

## Zavedení pojmu kelvin
Kelvin je jednou ze sedmi základních jednotek soustavy SI. Dlouhou dobu byl definován dvěma hodnotami:
- 0 K je teplota absolutní nuly, tedy naprosto nejnižší teplota, která je fyzikálně definována,[pozn 1]
- 273,16 K je teplota trojného bodu vody (teplota 0,01 °C, tlak 613 Pa)

V rámci změny definic základních fyzikálních jednotek byla přijata 20. května 2019 i nová definice kelvinu (fixací Boltzmannovy konstanty {\displaystyle k_{\mathrm {B} }} a převodem teploty na energii: {\displaystyle k_{\mathrm {B} }T=E}).
Rozdíl teplot jeden stupeň v Celsiově stupnici a jeden kelvin je stejný, 1 K ≅ 1 °C. Celsiova stupnice však má jiný počátek: 0 °C odpovídá 273,15 K.
Měření teplot od absolutní nuly navrhl skotský matematik a fyzik William Thomson, který byl za své výrazné vědecké úspěchy povýšen do šlechtického stavu pod jménem lord Kelvin.

## Přepočet na jiné stupnice

### Celsiova stupnice
V Celsiově stupnici je jednotkou Celsiův stupeň, který představuje stejný rozdíl teplot jako kelvin: 1 °C = 1 K. Celsiova stupnice má ale posunutý počátek: 0 °C odpovídá 273,15 K, takže
{\displaystyle K/\mathrm {K} =C/^{\circ }\mathrm {C} +273{,}15\,} ,
{\displaystyle C/\mathrm {^{\circ }C} =K/\mathrm {K} -273{,}15\,} ,
kde C je teplota ve stupních Celsia, K je teplota v kelvinech.
Z toho vyplývá pro hodnoty teploty:
0 K = −273,15 °C
0 °C = +273,15 K
100 °C = +373,15 K

### Rankinova stupnice
Rankinova stupnice je Fahrenheitova stupnice posunutá tak, aby vycházela z absolutní nuly. Stupeň Rankina je stejně velký jako stupeň Fahrenheita, takže 1 °R = 1 °F a platí
{\displaystyle R/^{\circ }\mathrm {R} ={\frac {9}{5}}K/\mathrm {K} \,} ,
kde R je teplota ve stupních Rankina, K je teplota v kelvinech.
Z toho vyplývá pro hodnoty teploty:
0 K = 0 °R
273,15 K = 491,67 °R ( = 0 °C)
373,15 K = 671,67 °R ( = 100 °C)

### Fahrenheitova stupnice
Stupeň Fahrenheita je stejně velký jako stupeň Rankina, 1 °F = 1 °R, ale Fahrenheitova stupnice má posunutý začátek: 32 °F odpovídá 273,15 K, takže
{\displaystyle [^{\circ }\mathrm {F} ]=[\mathrm {K} ]\times {\frac {9}{5}}-459,67}
kde °F je teplota ve stupních Fahrenheita, K je teplota v kelvinech.
Z toho vyplývá pro hodnoty teploty:
0 K = −459,67 °F
255,37 K = 0 °F
273,15 K = 32 °F ( = 0 °C)
373,15 K = 212 °F ( = 100 °C)

### Réaumurova stupnice
Réaumurova stupnice má stejný počátek jako Celsiova, ale jiný rozdíl teplot: 100 °C = 80 °Re, takže
{\displaystyle Re/^{\circ }\mathrm {Re} =0{,}8\ K/\mathrm {K} -218{,}52\,} ,
kde Re je teplota ve stupních Réaumura, K je teplota v kelvinech.
Z toho vyplývá pro hodnoty teploty:
0 K = −218,52 °Re
273,15 K = 0 °Re ( = 0 °C)
373,15 K = 80 °Re ( = 100 °C)

## Teplota a energie
Molekulová a statistická fyzika dokazují, že střední kinetická energie Ek částic tvořících soustavu má v klasické aproximaci (ekvipartiční teorém) vlastnost teploty, tj. aby dvě soustavy 1, 2 byly navzájem v rovnováze, musejí mít částice, které je tvoří, stejné střední kinetické energie: Ek1 = Ek2. To umožňuje měřit teplotu pomocí energie:
{\displaystyle E=kT} ,
kde konstantou k úměrnosti je Boltzmannova konstanta. V soustavě SI (v jednotkách J pro energii a K pro teplotu) má nyní hodnotu přesně (definitoricky)
{\displaystyle k=1{,}380\,649\times 10^{-23}\mathrm {J/K} }
V jaderné fyzice se energie často měří elektronvolty, eV; k přepočtu se použije táž rovnice E = k T, jen Boltzmannova konstanta bude vyjádřena v eV/K. Platí tyto ekvivalence (zaokrouhleno):
{\displaystyle 1\;\mathrm {K} \ {\hat {=}}\ 8{,}617\cdot 10^{-5}\;\mathrm {eV} }
{\displaystyle 1\;\mathrm {eV} \ {\hat {=}}\ 1{,}160\cdot 10^{4}\;\mathrm {K} }
{\displaystyle 1\;\mathrm {K} \ {\hat {=}}\ 1{,}381\cdot 10^{-23}\;\mathrm {J} }
{\displaystyle 1\;\mathrm {J} \ {\hat {=}}\ 7{,}243\cdot 10^{22}\;\mathrm {K} }

## Barevná teplota světla

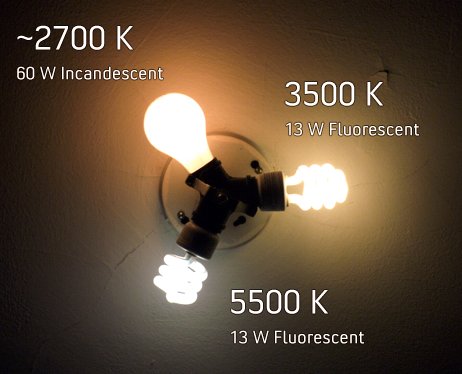
Barevné teploty běžných světelných zdrojů. Všechny tyto žárovky mají podobný světelný tok, liší se pouze barevnou teplotou.

V kelvinech se rovněž udává barevná teplota světla (přesněji: teplota záře), zejména umělých světelných zdrojů – žárovek, zářivek a podobně.
To je významné zejména pro snímání a záznam světla pro fotografie a film či video. Vnímaná barva světla černého tělesa rozežhaveného na danou teplotu T je určena jednak spektrální září L(λ, T) podle Planckova zákona, jednak poměrnou spektrální světelnou účinností standardního fotometrického pozorovatele.

## Zajímavosti
Teplota 0 °C („bod mrazu“) je teplota, kdy je v rovnováze led, kapalná voda a vzduch nasycený vodní parou. Není to tedy přesně teplota trojného bodu, kdy je v rovnováze led, voda a pára (beze vzduchu). Teplota trojného bodu je 0,01 °C.
Do roku 1967 se používal termín „stupeň Kelvina“ a značka °K. Roku 1967 však tuto značku zrušila Generální konference pro míry a váhy. Termín „stupeň“ jako část názvu jednotky nadále užívá jen pro stupnice původem empirické (např. stupnice tvrdosti nebo dřívější stupnice teploty).
Réaumur zavedl svou stupnici na základě lihového teploměru maje za to, že líh se roztahuje s teplotou rovnoměrně.

## Počítačový zápis
Značka kelvinu se obvykle zapisuje prostým velkým písmenem latinky „K“, ačkoli v Unicode existuje i dedikovaný znak kelvinu.